# Pyresthesis
Pyresthesis is een geslacht van spinnen uit de  familie van de Thomisidae (krabspinnen).

## Soorten
- Pyresthesis berlandi (Caporiacco, 1947)
- Pyresthesis laevis (Keyserling, 1877)